# Salcy Lima
Salcy Lima (Belém, 3 de agosto de 1987) é uma jornalista brasileira. 

## Carreira
Formou-se em Administração com ênfase em Comércio Exterior os 20 anos, iniciando a sua carreira na área de exportação de carne bovina dentro UNIEC (União das Indústrias Exportadoras de Carne do Estado do Pará). Salcy Lima foi campeã do Miss Pará em 2010 e partcipou automaticamente do Miss Brasil 2010. Iniciou a carreira televisiva na TV Record Belém filial da Rede Record, onde apresentou o telejornal Pará Record e o semanal Eco Record, transferindo-se para a Rede Record em outubro de 2014, como apresentadora do bloco de esportes do telejornal Fala Brasil. Também foi apresentadora da Previsão do Tempo  do Jornal da Record em 2015. No ano de 2016, foi uma das apresentadoras da "Retrospectiva dos Famosos", foi apresentadora eventual do Fala Brasil e em 2019 e voltou a ser garota do tempo do Jornal da Record novamente, posto em que também trabalhou como eventual substituindo Lidiane Shayuri entre 2016 e 2019.
Em 2019, passou a apresentar o novo SP no Ar ao lado de André Azeredo, depois de alguns meses passou a apresentar fixamente o Fala Brasil no lugar de Carla Cecato. Em janeiro de 2021, o Fala Brasil passou por uma reformulação e Salcy foi transferida para a reportagem e para a apresentação do Jornal da Record aos sábados. 
Após dois anos no Fala Brasil, em 26 de fevereiro de 2021 foi anunciada a saída de Salcy Lima do comando do jornal, sendo substituída por Mariana Godoy.

## Biografia
A apresentadora foi vencedora do Miss Pará 2010 representando São Caetano de Odivelas e também representou o estado do Pará no Miss Brasil 2010, sendo uma das 15 semifinalistas.

## Trabalhos

### Televisão
| Ano           | Título                    | Função                 |
| ------------- | ------------------------- | ---------------------- |
| 2014-2019     | Fala Brasil               | Apresentadora Eventual |
| 2015-2016     | Jornal da Record          | Previsão do Tempo      |
| 2016          | Retrospectiva dos Famosos | Apresentadora          |
| 2019          | Jornal da Record          | Previsão do Tempo      |
| 2019          | SP no Ar                  | Apresentadora          |
| 2019-2021     | Fala Brasil               | Apresentadora          |
| 2021-presente | Jornal da Record          | Apresentadora Eventual |
| 2021-presente | JR 24hs                   | Apresentadora          |